# Pseudoblepharispermum
Pseudoblepharisperum é um género botânico pertencente à família Asteraceae.

## Espécies
O género Pseudoblepharisperum contém duas espécies:
- Pseudoblepharispermum bremeri J.-P.Lebrun & Stork
- Pseudoblepharispermum mudugense Beentje & D.J.N.Hind.